# Waldir Guerra
Waldir Guerra (Soledade, 16 de julho de 1935) é um pecuarista, empresário e político brasileiro, outrora deputado federal por Mato Grosso do Sul.

## Dados biográficos
Filho de Prosdócimo Guerra e Adele Fumagalli Guerra. Eleito vereador em Pato Branco para um mandato de cinco anos via PSD em 1960, migrou para a ARENA com a imposição do bipartidarismo pelo Regime Militar de 1964, embora não tenha exercido nenhum mandato eletivo. Radicado em Dourados desde 1971, quando a cidade ainda pertencia a Mato Grosso, pois à época ainda não haviam criado o Mato Grosso do Sul, formou-se em Direito pelo Centro Universitário da Grande Dourados cinco anos depois.
Antes de estabelecer-se como empresário, trabalhou como contador, agricultor, comerciário e piloto privado. Retornou à vida pública ao ingressar no PFL após a instauração da Nova República sendo escolhido secretário de Indústria e Comércio de Mato Grosso do Sul pelo governador Marcelo Miranda, afastando-se de seu partido somente em 1990 ao eleger-se deputado federal por Mato Grosso do Sul via PST. Voltou ao PFL logo depois de empossado e votou a favor impeachment de Fernando Collor em 1992. Foi derrotado a buscar a reeleição em 1994 e como candidato a vice-governador na chapa de Pedro Pedrossian em 1998.
Seus irmãos, Alceni Guerra e Ivânio Guerra, foram deputados federais pelo Paraná, sendo que o primeiro foi também ministro da Saúde no Governo Collor.